# Озджан Аркоч
Озджан Аркоч (тур. Özcan Arkoç; 2 жовтня 1939, Гайраболу, Текірдаг — 17 лютого 2021, Гамбург) — турецький футболіст і футбольний тренер, грав на позиції воротаря. Перший турецький футболіст, який грав у німецькій Бундеслізі («Гамбург»).

## Біографія

### Ігрова кар'єра
Починав кар'єру у клубі «Вефа», за який дебютував у 17 років. Для молодого голкіпера футбольними кумирами були угорець Дьюла Грошич і радянський воротар Лев Яшин. 1958 року перейшов у «Фенербахче», у складі якого 1959 року завоював чемпіонський титул. Доля титулу вирішувалася у двоматчевому протистоянні з «Галатасараєм». У першому матчі «Галатасарай» виграв з рахунком 1:0. У другому матчі, через 4 дні, «Фенер» впевнено виграв з рахунком 4:0 і завоював перший в історії чемпіонський титул. Аркоч продовжив грати за «Фенербахче» наступні три сезони, завоювавши 1961 року другий чемпіонський титул.
1962 року перейшов у «Бешикташ», за який грав протягом двох сезонів. Влітку 1964 року переїхав до Австрії, де підписав контракт з віденською «Аустрією». Через помилку на кордоні, коли він назвав представникам влади своє ім'я, його записали в документах як Аркоч Озджан. Протягом багатьох років саме так його називала спортивна преса, але 2013 року газета «Hamburger Morgenpost» опублікувала статтю про нього. В «Аустрії» він відразу став основним голкіпером, витіснивши з воріт Гернота Фрайдля. У складі «Аустрії» відіграв три сезони і 1967 року виграв Кубок Австрії.
1967 року перейшов до «Гамбурга» і згідно з деякими джерелами був першим турецьким футболістом німецької Бундесліги, утвореної 1963 року. Однак це не так, оскільки першим турецьким футболістом, який грав у Німеччині, був Джошкун Таш — гравець «Кельна» з 1959 по 1961 рік. Першим турецьким гравцем, який грав у Бундеслізі, був Айкут Уньязіджи, який грав у брауншвейзькому «Айнтрахті». При цьому Уньязіджи вважався аматором і тому саме Аркоча вважають першим турецьким професійним футболістом у Бундеслізі.
Дебютував у Бундеслізі 19 серпня 1967 року в матчі проти «Вердера» — «Гамбург» виграв матч з рахунком 4:1. У фіналі Кубка володарів кубків 1968 року «Гамбург» грав з італійським «Міланом» — «Мілан» виграв матч з рахунком 2:0, завдяки дублю Курта Хамріна. Усього за вісім сезонів у складі «Гамбурга» Аркоч зіграв за «динозаврів» у всіх турнірах 207 матчів, 159 ігор з яких були у Бундеслізі. Завершив кар'єру 1975 року і перейшов на тренерську роботу.

### Тренерська кар'єра
Почав як помічник Куно Клетцера у «Гамбурзі», разом з яким 1977 року виграв Кубок володарів кубків УЄФА. Після звільнень Клетцера та Гутендорфа призначений головним тренером «Гамбурга». Аркоч став першим турецьким тренером у клубі Бундесліги та першим колишнім гравцем «Гамбурга», який став головним тренером цієї команди. Пропрацював на чолі «Гамбурга» 22 гри, здобувши 8 перемог і був відправлений у відставку. Потім протягом деякого часу працював з «Ворматією» і «Гольштайном».
З 1982 по 1984 рік очолював «Коджаеліспор».

### Сім'я
Був одружений з відомою турецькою акторкою Неріман Есен. Разом з дружиною керував у Гамбурзі рестораном, де також готували денер-кебаб.

### Смерть
Помер 17 лютого 2021 року у Гамбурзі у 81 рік. Похований поряд зі своєю дружиною на сімейному цвинтарі Гамбурга.

## Досягнення
«Фенербахче»
- Чемпіон Туреччини (2): 1959, 1960–1961

 «Аустрія» (Відень)
- Володар Кубка Австрії (1): 1966—1967

 «Гамбург»
- Фіналіст Кубка володарів кубків УЄФА (1): 1967–1968